# Sankt Gallenkappel
Sankt Gallenkappel är en ort i kommunen Eschenbach i kantonen Sankt Gallen, Schweiz. Orten var före den 1 januari 2013 en egen kommun, men inkorporerades då tillsammans med Goldingen in i kommunen Eschenbach.
Den tidigare kommunen omfattade även orterna Rüeterswil och Walde.